# Álex Craninx
Alexandro Marco Craninx Joostens (Malaga, 21 ottobre 1995) è un calciatore belga, portiere del Gnistan.

## Carriera

### Club
Cresciuto nelle giovanili de La Laguna prima ed in quelle del CD Fuengirola poi, nel 2011 è entrato a far parte di quelle del Marbella. Sempre nello stesso anno, è stato ingaggiato dal Real Madrid.
Aggregato al Real Madrid C per la Segunda División B 2013-2014, non ha disputato alcuna partita in stagione, culminata con la retrocessione in Tercera División, maturata a causa della contemporanea retrocessione del Real Madrid Castilla dalla Segunda División.
Rimasto sempre con il Real Madrid C anche nel campionato 2014-2015, ha disputato 14 partite stagionali.
L'anno seguente è stato aggregato al Real Madrid Castilla, per cui ha debuttato l'8 novembre 2015, schierato titolare nella vittoria per 3-2 sul Fuenlabrada. È rimasto in squadra fino al termine della stagione successiva.
Il 25 luglio 2017, Craninx è stato ingaggiato ufficialmente dagli olandesi dello Sparta Rotterdam, a cui si è legato con un contratto triennale. Non ha disputato alcun incontro in prima squadra, limitandosi a giocare con le riserve del club. Il 6 febbraio 2018 ha rescisso il contratto che lo legava al club.
Libero da vincoli contrattuali, è stato tesserato dal Cartagena, facendo così ritorno in Spagna: ha firmato un accordo valido fino al termine della stagione. Non ha disputato alcuna partita in squadra.
Il 27 luglio 2018 è stato ingaggiato dai norvegesi del Molde, con cui ha raggiunto un accordo valido fino al 31 dicembre 2021. Ha esordito con questa maglia il 1º maggio 2019, schierato titolare nel primo turno del Norgesmesterskapet contro l'Eide/Omegn: la sua squadra ha vinto la partita con il punteggio di 0-5.
Il 26 maggio successivo è arrivata la prima partita in Eliteserien, nella sconfitta per 2-1 patita sul campo del Tromsø.
Il 3 dicembre 2019, Craninx ha rinnovato il contratto che lo legava al Molde fino al 31 dicembre 2023.
Il 15 febbraio 2021 è passato al Lillestrøm con la formula del prestito. Il 31 luglio ha fatto ritorno al Molde.
Il 31 gennaio 2022 è passato al Seraing in prestito.
Il 31 gennaio 2023 ha rescisso il contratto che lo legava al Molde.
L'8 febbraio 2023 è quindi tornato in Spagna, per giocare nel Fuenlabrada.

### Nazionale
Craninx ha rappresentato il Belgio a livello Under-17 e Under-18.

## Statistiche

### Presenze e reti nei club
Statistiche aggiornate all'8 febbraio 2023.
| Stagione                | Club                    | Campionato              | Campionato | Campionato | Coppe nazionali | Coppe nazionali | Coppe nazionali | Coppe continentali | Coppe continentali | Coppe continentali | Supercoppe | Supercoppe | Supercoppe | Totale | Totale |
| Stagione                | Club                    | Comp                    | Pres       | Reti       | Comp            | Pres            | Reti            | Comp               | Pres               | Reti               | Comp       | Pres       | Reti       | Pres   | Reti   |
| ----------------------- | ----------------------- | ----------------------- | ---------- | ---------- | --------------- | --------------- | --------------- | ------------------ | ------------------ | ------------------ | ---------- | ---------- | ---------- | ------ | ------ |
| 2013-2014               | Real Madrid C           | SEB                     | 0          | 0          | -               | -               | -               | -                  | -                  | -                  | -          | -          | -          | 0      | 0      |
| 2014-2015               | Real Madrid C           | TD                      | 14         | -?         | -               | -               | -               | -                  | -                  | -                  | -          | -          | -          | 14     | -?     |
| Totale Real Madrid C    | Totale Real Madrid C    | Totale Real Madrid C    | 14         | -?         |                 | -               | -               |                    | -                  | -                  |            | -          | -          | 14     | -?     |
| 2015-2016               | Real M. Castilla        | SEB                     | 1          | -2         | -               | -               | -               | -                  | -                  | -                  | -          | -          | -          | 1      | -2     |
| 2016-2017               | Real M. Castilla        | SEB                     | 3          | -3         | -               | -               | -               | -                  | -                  | -                  | -          | -          | -          | 1      | -2     |
| Totale Real M. Castilla | Totale Real M. Castilla | Totale Real M. Castilla | 4          | -5         |                 | -               | -               |                    | -                  | -                  |            | -          | -          | 4      | -5     |
| 2017-gen. 2018          | Sparta Rotterdam        | ED                      | 0          | 0          | CO              | 0               | 0               | -                  | -                  | -                  | -          | -          | -          | 0      | 0      |
| 2017-gen. 2018          | Jong Sparta Rotterdam   | 2D                      | 10         | -26        | -               | -               | -               | -                  | -                  | -                  | -          | -          | -          | 10     | -26    |
| gen.-giu. 2018          | FC Cartagena            | SEB                     | 0          | 0          | CR              | -               | -               | -                  | -                  | -                  | -          | -          | -          | 0      | 0      |
| 2018                    | Molde                   | ES                      | 0          | 0          | CN              | -               | -               | UEL                | 0                  | 0                  | -          | -          | -          | 0      | 0      |
| 2019                    | Molde                   | ES                      | 14         | -15        | CN              | 3               | -4              | UEL                | 8                  | -8                 | -          | -          | -          | 25     | -27    |
| 2020                    | Molde                   | ES                      | 3          | -4         | -               | -               | UCL+UEL         | 0                  | 0                  | -                  | -          | -          | -          | 3      | -4     |
| feb.-lug. 2021          | Lillestrøm              | ES                      | 2          | -6         | CN              | 0               | 0               | -                  | -                  | -                  | -          | -          | -          | 2      | -6     |
| ago.-dic. 2021          | Molde                   | ES                      | 0          | 0          | CN              | 1               | -1              | UECL               | 0                  | 0                  | -          | -          | -          | 1      | -1     |
| gen.-giu. 2022          | Seraing                 | PL                      | 0          | 0          | CB              | -               | -               | -                  | -                  | -                  | -          | -          | -          | 0      | 0      |
| ago.-dic. 2022          | Molde                   | ES                      | 0          | 0          | CN              | 0               | 0               | UECL               | 0                  | 0                  | -          | -          | -          | 0      | 0      |
| Totale Molde            | Totale Molde            | Totale Molde            | 17         | -19        |                 | 4               | -5              |                    | 8                  | -8                 |            | -          | -          | 29     | -32    |
| feb.-giu. 2023          | Fuenlabrada             | PDR                     | 0          | 0          | CR              | -               | -               | -                  | -                  | -                  | -          | -          | -          | 0      | 0      |
| Totale                  | Totale                  | Totale                  | 44         | -?         |                 | 4               | -5              |                    | 8                  | -8                 |            | -          | -          | 56     | -?     |

## Palmarès

### Club

#### Competizioni nazionali
- Campionato norvegese: 1

Molde: 2019